# CSS Shenandoah
CSS Shenandoah, denumită anterior Sea King și mai târziu El Majidi, a fost o navă cu vele cu cadru din fier cu trei catarge cu pânze pătrate, cu putere auxiliară cu aburi, cunoscută în principal pentru acțiunile sale sub conducerea locotenentului-comandor James Waddell,⁠(d) ca parte a Marinei Statelor Confederate în timpul Războiului Civil American.
Shenandoah a fost inițial o navă comercială britanică lansată ca Sea King la 17 august 1863, dar ulterior a fost reutilizată ca una dintre cele mai de temut nave de atacuri comerciale a Marinei Confederate. Timp de douăsprezece luni și jumătate, din 1864 până în 1865, nava a întreprins raiduri comerciale în întreaga lume într-un efort de a perturba economia Uniunii, capturând sau scufundând 38 de nave comerciale, majoritatea nave de vânătoare de balene din New Bedford, Massachusetts. 
S-a predat în cele din urmă pe râul Mersey, Liverpool, Regatul Unit, la 6 noiembrie 1865, la șase luni după încheierea războiului. După capitulare, CSS Shenandoah a fost acostată în Docul Herculaneum, parțial construit. Odată ce formalitățile internaționale au fost soluționate, ea a fost predată guvernului Statelor Unite.
Shenandoah este, de asemenea, cunoscută pentru că a tras ultimul foc din timpul Războiului Civil American, peste prova unui baleniere în apele din largul Insulelor Aleutine.

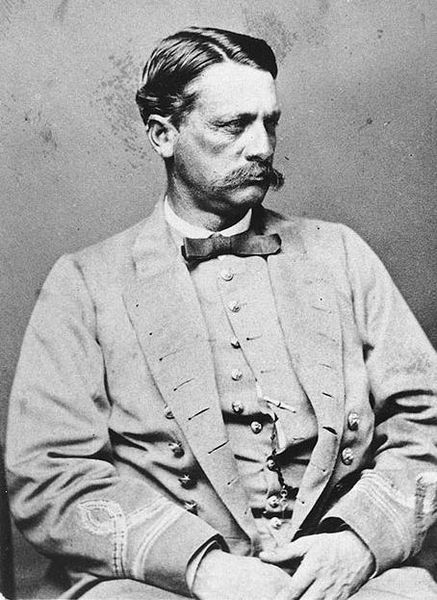
Comandantul

Nava a fost vândută de guvernul Statelor Unite lui Matthew Isaac Wilson din Liverpool.
În 1867, Wilson a vândut-o lui Majid bin Said, primul sultan al Zanzibarului, care a redenumit-o El Majidi după numele său. La 15 aprilie 1872, un uragan a lovit Zanzibar. El Majidi a fost una dintre cele șase nave deținute de Seyed Burgash care au fost aruncate la țărm și au naufragiat. Echipajul ei a fost salvat. Ea a fost adusă din nou pe pe apă la 7 iulie cu ajutorul navei HMS Wolverine⁠(en)[traduceți]. După reparații temporare, nava a navigat pe 10 septembrie 1872 de la Zanzibar la Bombay cu 130 de pasageri și echipaj. Nava s-a găurit și a luat apă, scufundându-se câteva zile mai târziu. El Majidi a fost ulterior reparată, dar s-a scufundat în Golful Aden de lângă Socotra, guvernoratul Adan în noiembrie 1879. Au fost câțiva supraviețuitori. În momentul scufundării, se afla într-o călătorie de la Zanzibar la Bombay, India, unde urma să fie reparată.